# 15. brigada vojnega letalstva Slovenske vojske
Za druge 15. brigade glejte 15. brigada.
15. brigada vojnega letalstva Slovenske vojske (kratica: 15. BRVL SV) je bila osrednja letalska formacija Slovenske vojske.

## Zgodovina
Brigada je bila ustanovljena junija 1992 in sprva opremljena z lahkimi šolskimi letali Utva-75 in petimi helikopterji različnih tipov. V sklopu velike reorganizacije Slovenske vojske je bila brigada dne 8. novembra 2004 razpuščena; njeno delo bodo nadaljevali 15. helikopterski bataljon Slovenske vojske, letalska šola Slovenske vojske in letalska baza Slovenske vojske.

## Poveljstvo
Poveljnik
- podpolkovnik Igor Zalokar (? - 8. november 2004)
- polkovnik Gabrijel Možina (2001)

Namestnik poveljnika
- brigadir Andrej Lipar (1999)

## Organizacija
- poveljstvo
- letalska tehnična eskadrilja SV
- helikopterska večnamenska eskadrilja Slovenske vojske
- letalska bojna eskadrilja Slovenske vojske
- letalsko-helikopterski oddelek Slovenske vojske
- šolska trenažna eskadrilja Slovenske vojske
- letalski transportni oddelek Slovenske vojske
- šolski padalski oddelek Slovenske vojske